# マレット (カターニア県)
マレット（イタリア語: Maletto, シチリア語: Malettu）は、イタリア共和国シチリア州カターニア県にある、人口約3,800人の基礎自治体（コムーネ）。

## 地理

### 位置・広がり

#### 隣接コムーネ
隣接するコムーネは以下の通り。
- アドラーノ
- ベルパッソ
- ビアンカヴィッラ
- ブロンテ
- カスティリオーネ・ディ・シチーリア
- ニコロージ
- ランダッツォ
- サンタルフィオ
- ザッフェラーナ・エトネーア